# Malá vodní elektrárna Hořín
Malá vodní elektrárna Hořín je součástí zdymadla Hořín na laterálním plavebním kanále Mělník – Vraňany poblíž Hořína v okrese Mělník ve Středočeském kraji. V provozu je od roku 1996. Provozovatelem je Povodí Vltavy. Elektřinu vyrábí pomocí Francisovy turbíny o výkonu 30 kW.